# Claude Sylvestre Colaud
Pour les articles homonymes, voir Colaud.
Claude Sylvestre Colaud, né à Briançon le 11 décembre 1754, mort à Paris le 3 décembre 1819, est un général français de la Révolution et de l’Empire.

## Biographie
Fils d'un négociant de Briançon, il naît dans cette ville des Hautes-Alpes le 11 décembre 1754.
Il passe les premières années de son enfance en Corse, où son père avait transporté son commerce. Après avoir fait ses études au collège de La Ciotat, le jeune Colaud s'engage dans un régiment de dragons à l'âge de 17 ans. Il est lieutenant au régiment des chasseurs d'Alsace au commencement de la Révolution française.

### Guerres révolutionnaires
Après avoir obtenu le grade de capitaine en 1792, Kellermann, qui apprécie déjà ses brillantes dispositions pour la carrière des armes, le prend auprès de lui comme aide de camp. Son premier exploit dans cette campagne lui vaut le grade de colonel du 20e régiment de chasseurs à cheval. Devenu peu de temps après général de brigade, il combat sur la frontière du Nord, sous les généraux de Dampierre, Lamarche, Le Veneur. Lorsque les troupes de la coalition forcent le camp de Famars le 23 mai 1793, Colaud commande le corps des flanqueurs de gauche à l'abbaye d'Haumont. Il court de grands périls dans cette journée. Pressé, enveloppé par les ennemis, il est sommé plusieurs fois de se rendre. Il ne répond à cette sommation que par un redoublement de valeur, parvient à couvrir la retraite de l'armée et effectue paisiblement la sienne sur Bouchain. Le général Lamarche se plaît à rendre hommage à ses talents, à sa rare intrépidité, et avoue que le salut des troupes est dû à l'habileté de ses manœuvres. Il couvre encore la marche rétrograde qui suit la perte de Valenciennes et la déroute du camp de César. À la bataille d'Hondschoote, où il fait des prodiges de valeur, Colaud est dangereusement blessé d'un coup de biscaïen. Le grade de général de division est la récompense de ce dernier exploit. Aussitôt après son rétablissement, il se rend à Toulon, où il réduit les insurgés qui s'étaient emparés des armes de l'arsenal.
Il rejoint ensuite l'armée du Nord, aux ordres du général Pichegru, passe à l'armée de la Moselle, dont l'avant-garde lui est confiée. Il entre en Luxembourg, investit la ville et l'Abbaye d'Echternach puis, pénétrant dans l'Électorat de Trèves dont le prince-archevêque est un oncle maternel du défunt roi des Français, il coopère puissamment à la prise de Trèves, s'empare des redoutes de Trubach, bat les Prussiens, les contraint à repasser promptement la Nahe et va former le blocus de Mayence. Pichegru vient de quitter le commandement de Paris pour se rendre à l'armée du Rhin, lorsque le Comité de salut public invite Colaud à le remplacer. Il s'y refuse.
En 1796, il se signale de nouveau à la bataille de Siegburg, livrée par le général Kléber. Le ministre lui écrit à cette occasion : « C'est à vos dispositions sages et promptement exécutées qu'on est redevable des succès obtenus à la bataille de Siegburg: le Directoire en est instruit, et vous en témoigne sa satisfaction particulière. » Au combat d'Amberg, au blocus de Mayence, à celui d'Ehrenbreitstein, le général Colaud donne de nouvelles preuves de sa valeur. Appelé au commandement de la Belgique en 1798, il réprime par son énergie et l'activité de ses mesures l'insurrection qui vient d'éclater parmi les habitants de ce pays, nouvellement réuni à la République française. Bernadotte commande le blocus de Philisbourg, lorsqu'il reçoit l'ordre d'aller le remplacer.

### Guerres napoléoniennes et Sénat conservateur

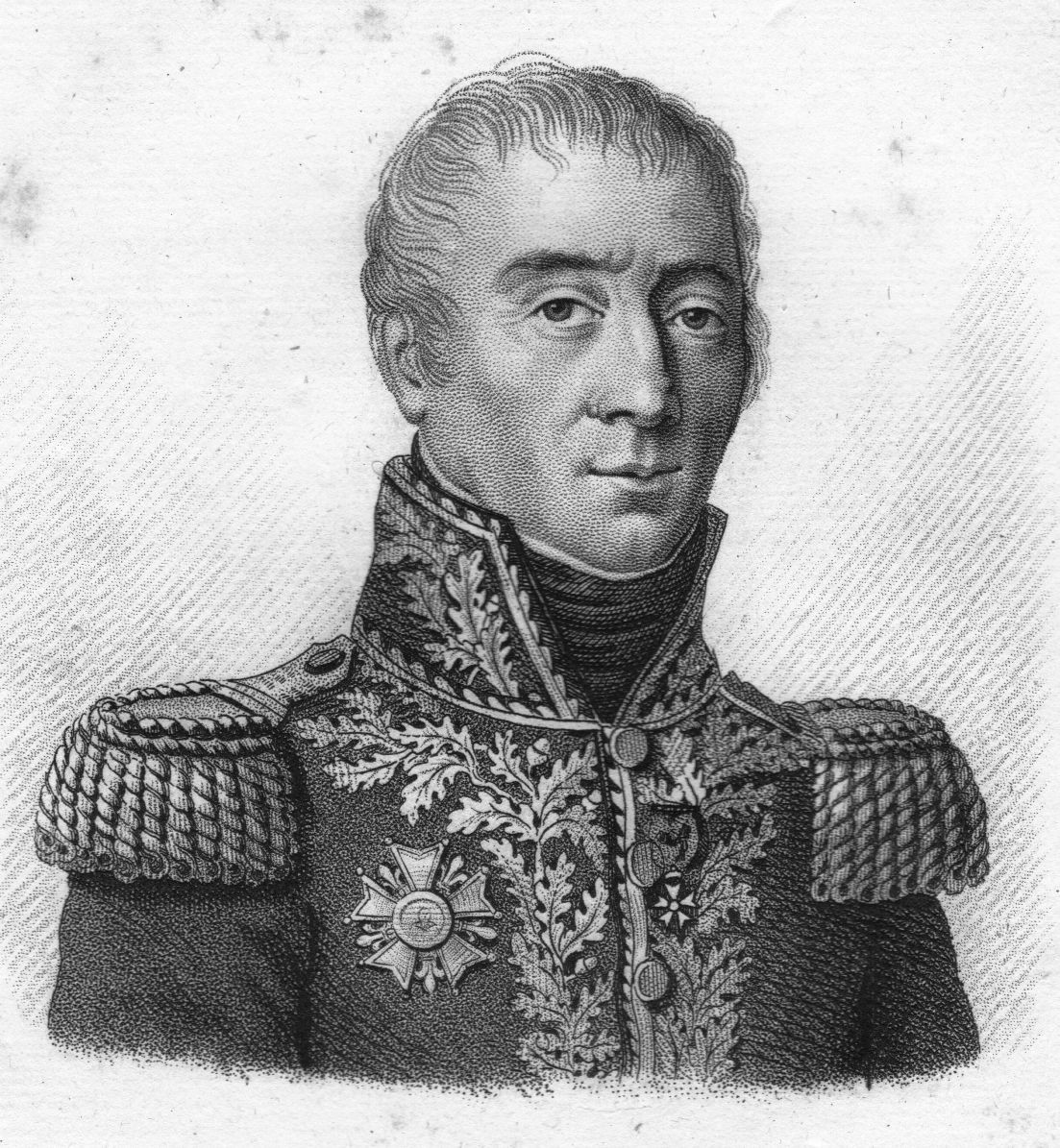
Portrait du général Colaud.

Deux ans après, il contribue au succès de la bataille de Hohenlinden. Le premier Consul le présente comme candidat au Sénat conservateur le 18 nivôse an IX (8 janvier 1801). Reçu au nombre de ses membres le 24 pluviôse an IX (13 février 1801) suivant, le général Colaud fait partie en 1805 de la députation chargée d'aller complimenter l'Empereur sur ses victoires. Immédiatement après, il quitte la toge sénatoriale pour aller commander les troupes françaises, sous Louis-Napoléon, en Hollande.
De retour à Paris, il n'y fait qu'un séjour de courte durée. Après la campagne de Vienne, pendant laquelle il combat avec distinction, il se rend à Anvers le 11 août 1809, pour prendre le commandement de cette ville, lorsque Flessingue tombe au pouvoir des Anglais. À partir de cette époque, le général Colaud semble faire cause commune avec le parti qui, dans le Sénat, proteste contre les vues ambitieuses de Napoléon Ier. On lui attribue même quelques propos pleins d'aigreur et d'amertume contre ce monarque. Il est un des premiers à voter sa déchéance.

### Restauration

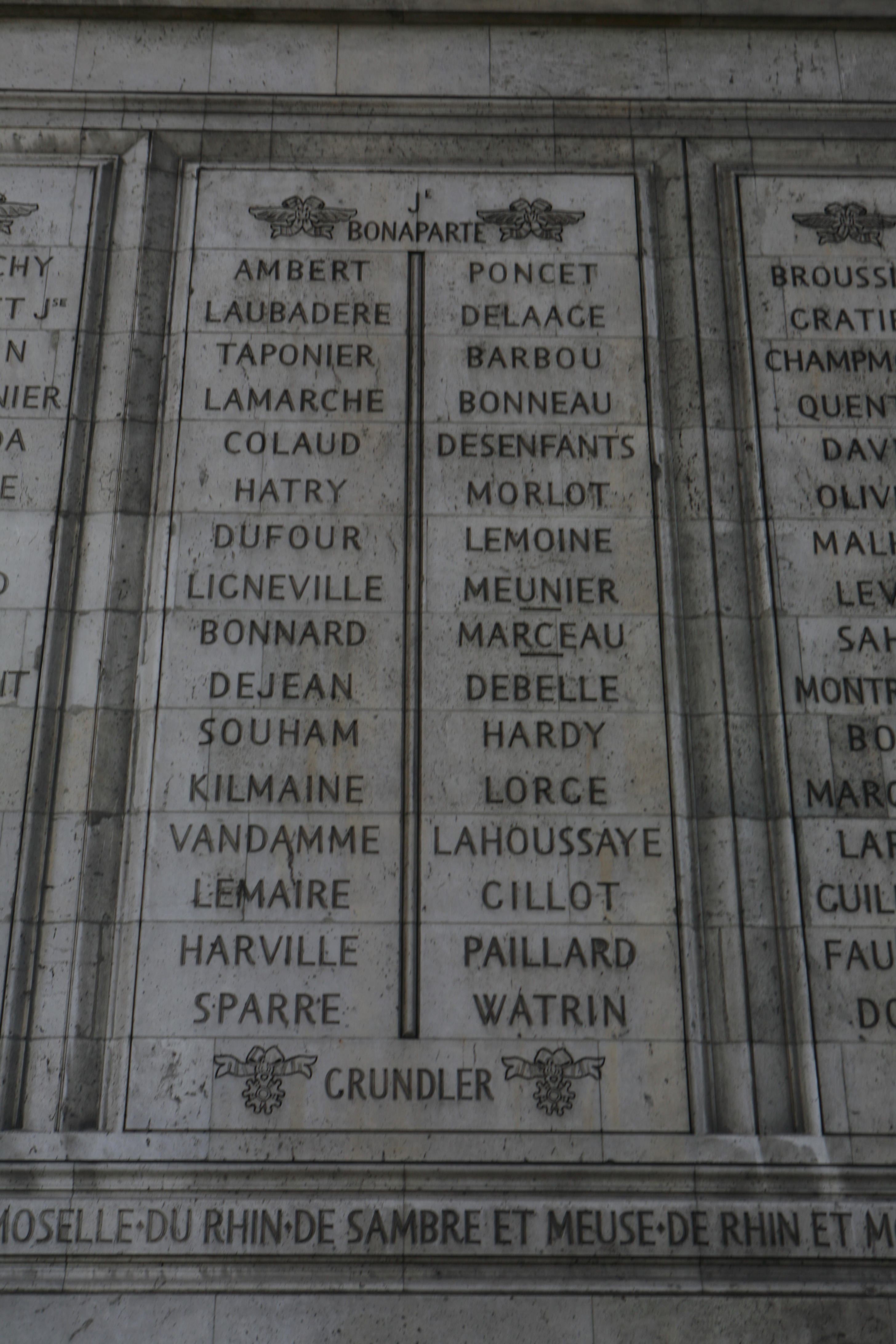
Noms gravés sous l'arc de triomphe de l'Étoile : pilier Nord, 5e et 6e colonnes.

Nommé pair de France le 4 juin 1814, chevalier de Saint-Louis le 27 du même mois, il se tient éloigné des affaires publiques pendant les Cent-Jours. Après le second retour du roi, il rentre à la Chambre des pairs, où il plaide chaleureusement la cause du maréchal Ney.
Colaud meurt à Paris le 3 décembre 1819. Il repose au cimetière du Père-Lachaise (division 28).

## Titres
- Comte Colaud et de l'Empire (lettres patentes du 26 avril 1808, Bayonne[1]).
- Pair de France[2] :
  - pair à vie par l'ordonnance du 4 juin 1814,
  - titre de comte-pair héréditaire le 31 août 1817 (sans lettres patentes).

## Distinctions
- Légion d'honneur[3],[4] :
  - légionnaire, 9 vendémiaire an XII (2 octobre 1803),
  - grand officier de la Légion d'honneur, 25 prairial an XII (14 juin 1804).
- Chevalier de Saint-Louis, 27 juin 1814.

## Armoiries
| Figure | Blasonnement |
|        | Armes du comte Colaud et de l'Empire De gueules, au chef à sénestre dauphin d'argent, en pointe sabre et épée en sautoir d'or ; quartier du Sénat, - Livrées : blanc, jaune et rouge. |
|        | Armes du comte Colaud, pair de France De gueules, à une épée et un sabre d'argent, passés en sautoir, surmontés d'un dauphin du même.                                                 |